# Maureen Freely
Maureen Deidre Freely (Neptune, luglio 1952) è una scrittrice, docente e traduttrice statunitense.

## Biografia
Nasce a Neptune, negli Stati Uniti, ma cresce in Turchia. È la figlia dell'autore John Freely. Ha una sorella, Eileen, e un fratello, Brendan. Si laurea all'Harvard College a Cambridge in Massachusetts, USA. Attualmente vive in Inghilterra.
Ha quattro figli e due figliastri. Ha avuto un figlio e una figlia rispettivamente con il suo primo marito, lo scrittore Paul Spike e con il suo secondo marito, Frank Longstreth. Freely non professa alcuna religione; si definisce atea.

## Opere
Freely insegna nel corso di scrittura all'Università di Warwick e scrive occasionalmente per il The Guardian e The Independent, oltre che per Cornucopia, una rivista riguardante la Turchia. Dal 2014 al 2021 è stata Presidente di English PEN, la società fondatrice di PEN International. Successivamente è stata nominata Vicepresidente Onorario.
Quattro dei suoi otto romanzi, The Life of the Party (1986), Enlightenment (2008), Sailing Through Byzantium (2013) e My Blue Peninsula (2023), sono ambientati in Turchia. Freely ha inoltre scritto The Other Rebecca (2000), una versione contemporanea del romanzo classico Rebecca del 1938 di Daphne du Maurier.
Freely è nota principalmente per le sue traduzioni dei romanzi più recenti di Orhan Pamuk dal turco all'inglese, avendo lavorato a stretto contatto con l'autore stesso. sebbene al tempo non si conoscessero. La scrittrice e critica peruviana Marie Arana ha apprezzato le traduzioni delle opere di Pamuk, come ad esempio Snow, Istanbul: Memories and the City e The Museum of Innocence definendole traduzioni "vivaci e scorrevoli".